# Raievka (Saràtov)
|  | Per a altres significats, vegeu «Raievka». |

Raievka (en rus: Раевка) és un poble de l'óblast de Saràtov, a Rússia, segons el cens del 2010 tenia 513 habitants. Pertany al districte municipal d'Ivantéievka.